# Tchaké
Tchaké (auch: Chaké, Tchakaye, Tchiké) ist eine Landgemeinde im Departement Mayahi in Niger.

## Geographie
Tchaké liegt in der Sahelzone. Die Nachbargemeinden sind Tagriss im Norden, El Allassane Maïreyrey im Osten, Mayahi im Süden, Attantané im Südwesten und Guidan Amoumoune im Nordwesten. Bei den Siedlungen im Gemeindegebiet handelt es sich um 22 Dörfer, 45 Weiler und sieben Lager. Der Hauptort der Landgemeinde ist das Dorf Tchaké. Es liegt auf einer Höhe von 404 m.

## Geschichte
Vor der Ankunft der Franzosen an der Wende vom 19. zum 20. Jahrhundert gehörte Tchaké zum unabhängigen Staat Katsina. Die Landgemeinde Tchaké ging 2002 bei einer landesweiten Verwaltungsreform aus dem nordwestlichen Teil des Kantons Kanan-Bakaché hervor. Bei der Flutkatastrophe in West- und Zentralafrika 2010 wurden 133 Einwohner von Tchaké als Katastrophenopfer eingestuft.

## Bevölkerung
Bei der Volkszählung 2012 hatte die Landgemeinde 40.502 Einwohner, die in 4778 Haushalten lebten. Bei der Volkszählung 2001 betrug die Einwohnerzahl 29.000 in 3510 Haushalten.
Im Hauptort lebten bei der Volkszählung 2012 3410 Einwohner in 445 Haushalten, bei der Volkszählung 2001 2253 in 272 Haushalten und bei der Volkszählung 1988 1366 in 210 Haushalten.
In ethnischer Hinsicht ist die Gemeinde ein Siedlungsgebiet von Fulbe, Azna, Kanuri und Tuareg.

## Politik
Der Gemeinderat (conseil municipal) hat 14 gewählte Mitglieder. Mit den Kommunalwahlen 2020 sind die Sitze im Gemeinderat wie folgt verteilt: 5 PNDS-Tarayya, 4 MDEN-Falala, 4 MPR-Jamhuriya und 1 LRD-Jimiri.
Jeweils ein traditioneller Ortsvorsteher (chef traditionnel) steht an der Spitze der 22 Dörfer in der Gemeinde, darunter dem Hauptort.

## Wirtschaft und Infrastruktur
Die Gemeinde liegt am Südrand einer Zone, in der Agropastoralismus betrieben wird. Gesundheitszentren des Typs Centre de Santé Intégré (CSI) sind im Hauptort sowie in den Siedlungen Dan Baou und Makesso vorhanden. Der CEG Tchaké ist eine allgemein bildende Schule der Sekundarstufe des Typs Collège d’Enseignement Général (CEG). Beim Centre de Formation aux Métiers de Tchaké (CFM Tchaké) handelt es sich um ein Berufsausbildungszentrum.